# Ricardo (ur. 1977)
Ricardo Cavalcante Ribeiro (ur. 23 lutego 1977) – brazylijski piłkarz występujący na pozycji obrońcy.

## Kariera klubowa
Od 1998 do 2006 roku występował w klubach Kashima Antlers, Vegalta Sendai, Sanfrecce Hiroszima i Kyoto Purple Sanga.